# Eberhard Hagemann
Eberhard Hagemann (* 29. Januar 1880 in Verden; † 7. Oktober 1958 in Rotenburg/Wümme) war ein deutscher Rechtsanwalt. Vom 11. Mai bis 16. September 1945 war er kommissarischer Oberpräsident der Provinz Hannover und von 1945 bis 1948 Präsident am Landgericht Verden.

## Wirken
Hagemann war von 1908 bis 1931 als Rechtsanwalt in Verden tätig, parallel dazu war er von 1921 bis 1931 Mitglied und 1930 bis 1931 als Vorsitzender des Provinziallandtages der Provinz Hannover.
Danach übernahm Hagemann von 1931 bis 1933 das Amt des Landeshauptmannes und war so höchster Beamter der Provinz Hannover. Von 1933 bis 1945 arbeitete Hagemann wieder als Rechtsanwalt, als er 1936 und 1937 das Mandat des jüdischstämmigen evangelischen Göttinger Pastors Bruno Benfey übernahm.
Hagemann war zwischen 1945 und 1948 Landgerichtspräsident in Verden und zudem im Jahre 1945 Präsident des niedersächsischen Landesverbandes des Deutschen Roten Kreuzes sowie Präsident der verfassungsgebenden Generalsynode der Vereinigten Evangelisch-lutherischen Kirche Deutschlands in Eisenach vom 6. bis 8. Juli 1948.
Außerdem war er Vorsitzender des Gremiums des Außerordentlichen Kirchengerichtes (AOKG) der Hannoverschen Landeskirche in den Jahren 1946 und 1947 und Mitglied des Rates der EKD. Von 1948 bis 1952 war er Vorsitzender des Volksbundes Deutscher Kriegsgräberfürsorge. Hagemann nahm 1949 auch an der Generalsynode der Vereinigten Evangelisch-lutherischen Kirche Deutschlands in Leipzig teil.
Am 15. Februar 1950 wurde ihm die Ehrendoktorwürde der Juristischen Fakultät der Georg-August-Universität Göttingen verliehen. Seitdem führte er den Titel Dr. jur. h. c.

## Privatleben
Hagemann hatte aus seiner Ehe mit Sophie Hagemann, der Tochter des Göttinger Mathematikers Felix Klein, vier Töchter und einen Sohn.